# Filipka (škola)

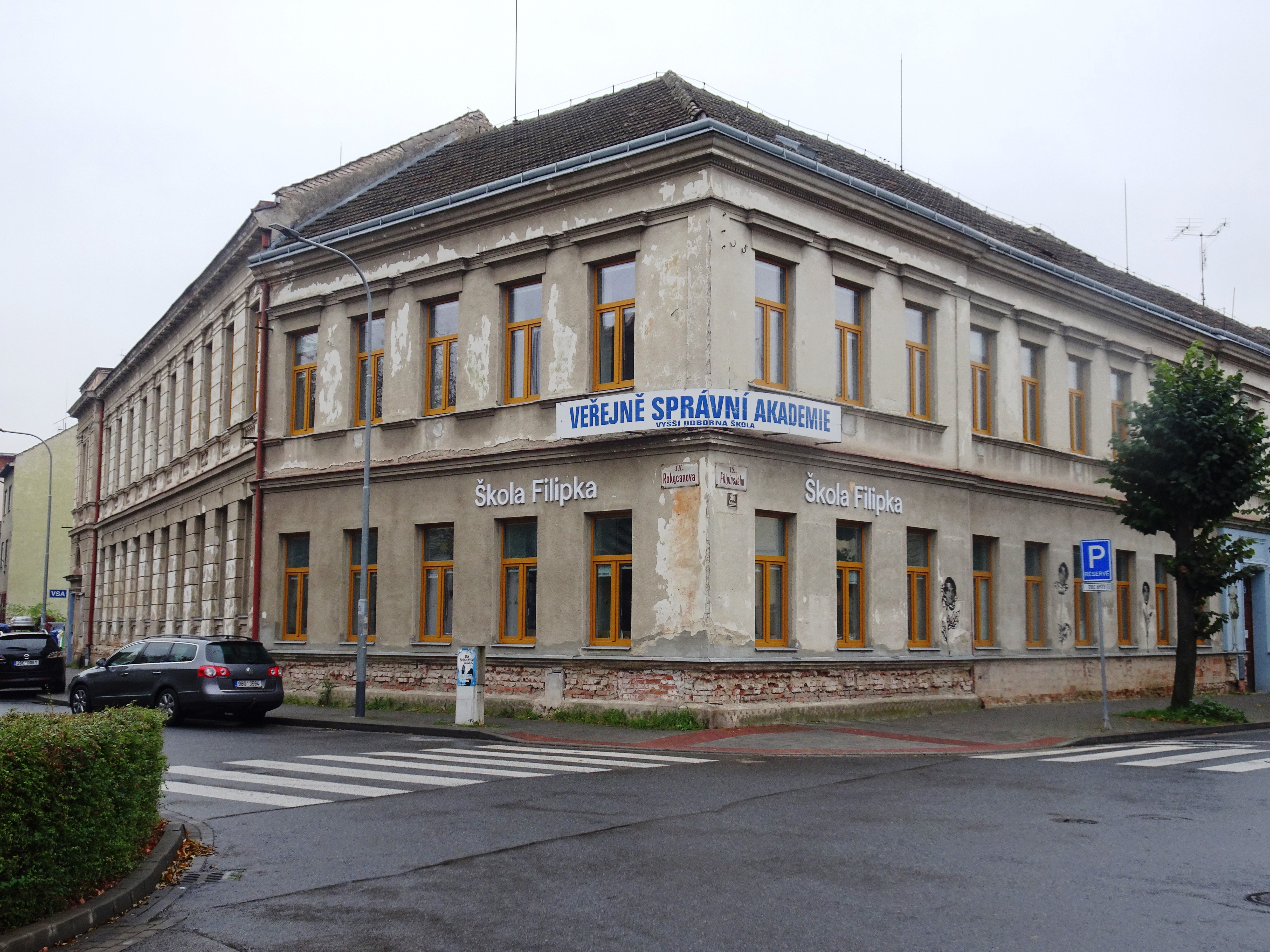
Budova školy

Filipka je církevní základní škola v Brně. V rejstříku škol je zapsaná pod názvem Škola příběhem - církevní základní škola. Jejím zřizovatelem je Českobratrská církev evangelická a patří do svazku škol Evangelické akademie. Škola sídlí na adrese Filipínského 1 v brněnské městské části Židenice a byla otevřena 2. září 2019. V prvním školním roce, 2019/2020, měla 39 dětí v prvním až čtvrtém ročníku. 
Škola má kapacitu 130 žáků. Je menší komunitní školou a ve výuce na prvním stupni se děti vzdělávají podle programu Začít spolu. Školní vzdělávací program "Škola příběhem" je v souladu s Rámcovým vzdělávacím programem pro základní vzdělávání. Na druhém stupni se děti vyučují v blocích Příběhy, Příroda, Svět a Technika. Jako cizí jazyky jsou vyučovány angličtina a němčina. 
Škola provozuje školní výdejnu jídel a obědy jsou dováženy ze školní kuchyně Biskupského gymnázia v Brně.